# Giovanni XII di Costantinopoli
Giovanni XII Cosma (Sozopolis, ... – dopo il 1303) è stato un arcivescovo ortodosso bizantino, che ha ricoperto la carica di Patriarca ecumenico di Costantinopoli tra il 1294 e il 1303.

## Biografia
Succedette ad Atanasio, il cui gusto per l'ascetismo e le dure riforme finanziarie che privarono i monasteri di gran parte delle loro entrate gli avevano fatto guadagnare un'impopolarità crescente.
Dall'inizio del suo patriarcato, Giovanni XII rifiutò di approvare la misura di Andronico II che prevedeva di lanciare un anatema su chiunque complottasse contro l'imperatore. Questo fu il simbolo del rifiuto della Chiesa di proteggere la dinastia regnante dei Paleologi con l'aiuto dei suoi strumenti spirituali. Tuttavia, Giovanni XII combatté contro la simonia e proibì la pratica di acquistare elettori per ottenere l'incarico di vescovo.
Abbastanza rapidamente, Giovanni XII si oppose ad Andronico su molti punti, tra cui il progetto di far sposare Simonida Paleologa, figlia di Andronico e Stefano Uroš II Milutin, re di Serbia, perché Simone aveva solo 5 anni. Nel luglio 1302, Giovanni XII minacciò di dimettersi e Andronico cercò un pretesto per richiamare Atanasio. Cercò di giocare sui presunti doni profetici di quest'ultimo per dargli legittimità. Atanasio previde che presto una grande catastrofe si sarebbe abbattuta sull'impero, il cui modo di vivere non era conforme ai dogmi della Chiesa. Questa previsione che precedette di poco il terremoto che colpì Costantinopoli il 15 gennaio 1303, valse ad Atanasio l'adulazione di gran parte della popolazione. Di fronte a questa situazione, Giovanni XII si ritirò nel giugno dello stesso anno.